# Inocybe melanopus
Inocybe melanopus är en svampart som tillhör divisionen basidiesvampar, och som beskrevs av Daniel Elliot Stuntz. Inocybe melanopus ingår i släktet Inocybe, och familjen Crepidotaceae. Arten är reproducerande i Sverige.